# Atabey Çiçek
Atabey Çiçek (Yenimahalle, 24 juli 1995) is een Turks voetballer die onder contract ligt bij Istanbul Başakşehir.

## Carrière
Çiçek is een jeugdproduct van Gençlerbirliği SK. In het eerste elftal van de club kwam hij evenwel nauwelijks aan spelen toe. De club leende hem uit aan Boluspor en Hacettepe. In 2016 liet Gençlerbirliği hem gaan naar Bandırmaspor, dat net naar de TFF 1. Lig was gepromoveerd. De club degradeerde op het einde van het seizoen weer naar de TFF 2. Lig, ondanks de twaalf competitiedoelpunten van Çiçek.
Na het seizoen 2016/17 stapte Çiçek over naar Istanbul Başakşehir. De club leende hem uit aan achtereenvolgens Adana Demirspor, Ümraniyespor, Samsunspor en KVC Westerlo. Bij Westerlo, dat sinds 2019 in handen is van de Turkse zakenman Oktay Erçan, ondertekende Çiçek in augustus 2020 een huurcontract van een seizoen met optie tot aankoop. In zijn eerste wedstrijd voor Westerlo, een bekerwedstrijd tegen RC Hades, scoorde hij meteen een hattrick. In de competitie legde hij met 12 doelpunten in 25 competitiewedstrijden (en dus 15 goals in 26 wedstrijden) mooie cijfers voor. Çiçek maakte dat seizoen een paar belangrijke doelpunten voor Westerlo: zo hielp hij de club op de zestiende speeldag met een goal in de blessuretijd aan een 4-3-zege tegen RFC Seraing, nadat hij eerder al tegen Lommel SK voor de overwinning had gezorgd met een late goal. Ook in de 1-1-draws tegen Lommel SK (7e speeldag), Club NXT (18e speeldag), RFC Seraing (22e speeldag) was hij belangrijk door het enige Westelse doelpunt te scoren.
Op 15 augustus 2021 maakte hij vier jaar na zijn transfer van Bandırmaspor naar Başakşehir zijn officiële debuut voor de landskampioen van 2020: in de competitiewedstrijd tegen Alanyaspor (0-1-verlies) mocht hij in de 90e minuut invallen voor Lucas Lima.